# Antonio Morillo Crespo
Antonio Morillo Crespo (Vejer de la Frontera, 2 de agosto de 1934) es un farmacéutico y político español de la Unión de Centro Democrático. Fue alcalde de Vejer de la Frontera y Diputado al Congreso de los Diputados desde el 19 de abril de 1979 al 28 de octubre de 1982, siendo el primer diputado electo democráticamente tras el fallecimiento de Francisco Franco.

## Biografía
Está casado con Dª María Cruz Andújar Barbarena y es padre de seis hijos. Realizó estudios de Humanidades y Filosofía, se licenció en Farmacia y realizó ampliación de estudios de Biología en la Universidad de Granada, además de contar con estudios de Humanidades y Filosofía. Posteriormente ganó la oposición de Inspector Farmacéutico Titular. 
Además es colaborador del Centro de Investigaciones Científicas del Zaidín en Granada. 
Ha escrito numerosos artículos para el Diario de Cádiz y libros sobre sus pueblos favoritos, como el dedicado a Los Caños de Meca.
Funda en 1977 el Partido Andaluz Social Demócrata del cual fue presidente, después se afilia al Partido Social Demócrata de Francisco Fernández Ordóñez, y luego en la Unión de Centro Democrático, de la que es secretario provincial en Cádiz y miembro del consejo político nacional.
Es conocido por ser el primer diputado por la provincia de Cádiz en el Congreso durante los años de la transición democrática, además de ser testigo en el momento del golpe de Estado del 23-F en el Congreso de los Diputados producido en España el 23 de febrero de 1981.
Tras dejar la política, es elegido miembro del Consejo Social de la Universidad de Cádiz.

## Reconocimientos
- Nombrado en 2011 Hijo Predilecto de Vejer de la Frontera.[1]

- Medalla de Honor del consejo andaluz de Colegios Farmacéuticos[2]
- Premio Honorífico Juan Relinque[3]